# Adjunct-hoogleraar
Een adjunct-hoogleraar is een  speciale categorie hoogleraar die bestaat aan sommige Nederlandse universiteiten en daar gekoppeld is aan het zogenaamde Tenure track-systeem.
In het Tenure track-systeem groeien wetenschappelijke stafleden in een aantal stappen naar een hoogleraarschap. Bij de invoering van dit loopbaantraject bleek behoefte aan een nieuw type hoogleraar. De Rijksuniversiteit Groningen was de eerste Nederlandse universiteit die dit Tenure track-systeem en dit type hoogleraar invoerde, in 2003. Daarna volgden verscheidene andere universiteiten. 

## Tenure track
Het Tenure track-systeem stamt uit de Verenigde Staten. Een van de achterliggende ideeën was dat  wetenschappers een vaste positie aan de universiteiten moeten kunnen krijgen om daar onafhankelijk onderzoek te verrichten. Ook in Nederland speelt dat in die zin een rol dat degenen die een Tenure track doorlopen moeten tonen een eigen onderzoeksprogramma te kunnen ontwikkelen en als beloning een vaste baan krijgen.  
Een ander argument voor de invoering van het Tenure track-systeem was dat nieuwe wetenschappelijke stafleden een duidelijk loopbaanperspectief wordt geboden, met in principe een vaste baan. Daarbij kan gepaste ondersteuning plaatsvinden. Ten slotte dacht men met dit systeem de beste onderzoekers te kunnen selecteren. In de praktijk levert dit de betreffende personen soms een grote mentale druk op; ongeveer 75% van degenen die starten haalt de eindstreep. Door de grote nadruk op een eigen onderzoeksprogramma kan een goede uitvoering van de onderwijstaak en de samenhang van onderzoekseenheden in gevaar komen. Een aantal afdelingen zijn inmiddels weer afgestapt van het Tenure track-systeem of hebben het aangepast.

## De positie van de adjunct-hoogleraar in de tenure track
Degenen die met succes de gehele procedure van de Tenure track hebben doorlopen, worden uiteindelijk hoogleraar (doorgaans na 10 jaar). De eerste stap is de assistent professor (vergelijkbaar met "assistant professor", functie universitair docent). De tweede stap wordt na circa 5 jaar gezet als voldaan is aan een aantal (strenge) eisen, zoals instaat zijn goed onderwijs te geven, goed onderzoek te doen en onderzoeksbeurzen te verwerven. Voldoet de kandidaat niet, dan kan besloten worden het dienstverband te beëindigen. Voldoet de kandidaat wel dan wordt hij of zij bevorderd en krijgt deze doorgaans de titel adjunct-hoogleraar en moet hij of zij in de periode die volgt bewijzen hoogleraarwaardig te zijn. In het functiesysteem van de Nederlandse universiteiten is de adjunct-hoogleraar  Universitair hoofddocent (1) (vergelijkbaar met "associate professor") met als extra bevoegdheid het promotierecht. Hij of zij heeft echter anders dan andere universitaire hoofddocenten ook het recht de titel hoogleraar te voeren. Om het onderscheid te kunnen maken met andere hoogleraren is hiervoor de term adjunct-hoogleraar bedacht. Voldoet de adjunct-hoogleraar niet aan de eisen, en wordt deze dus geen hoogleraar, dan blijft hij of zij doorgaans adjunct-hoogleraar.

## Buiten Nederland
Buiten Nederland wordt de term adjunct-hoogleraar (adjunct professor) ook gebruikt maar deze heeft daar meestal een heel andere betekenis. Vaak gaat het om tijdelijk onderwijspersoneel, soms zonder officiële relatie met de betreffende universiteit.